# فریتز بوسی
فریتز بوسی (انگلیسی: Fritz Bossi؛ زادهٔ ۱۸۹۶) دوچرخه‌سوار اهل سوئیس است.